# 喬瑟與虎與魚群動畫版
《喬瑟與虎與魚群動畫版》是一部2020年上映的日本動畫電影，由田村耕太郎導演，改編自田邊聖子的1984年短篇小說《喬瑟與虎與魚群》。本片的主舞台設定在大阪，講述熱愛海洋生物、目標出國留學的青年恆夫，與行動不便但充滿想像力的少女喬瑟，兩人之間的故事。本片獲選為2020年釜山國際電影節的閉幕片，以及東京國際電影節的特別招待作品。本片於2020年12月25日聖誕節檔期在日本院線上映。

## 劇情大綱
恆夫是專攻海洋生物學的大學生，為了出國留學而在潛水裝備店打工。夏秋的某天在坡道上，恆夫救起了輪椅失控的少女喬瑟。喬瑟的奶奶邀請恆夫到家裡，並委託他在白天陪伴喬瑟當作兼差打工，報酬優渥。喬瑟熱愛畫圖，其豐富的想像力讓她雖然不良於行，卻得以徜徉在幻想的海洋世界中。兩人漸漸交心，恆夫也帶著原本足不出戶的喬瑟四處遊玩，並讓她看了第一次海。喬瑟的奶奶看到喬瑟勇於踏出去的態度感到欣喜。
喬瑟從圖書館員得到靈感，開始在圖書館念繪本給兒童聽，因太過緊張而迴響不佳。她與恆夫一起去動物園看老虎，雖然感到害怕，但有恆夫陪伴就沒問題。一段時間後，喬瑟的奶奶過世，喬瑟變成孤身一人，並因為居民委員關切而不得不放棄畫畫夢想。恆夫錄取了墨西哥的大學，即將在幾個月後離國，卻心繫著喬瑟的困境而感到煩惱。恆夫的朋友二之宮舞看不下去，於是當著喬瑟的面吐露一切，要喬瑟放恆夫自由。喬瑟心灰意冷地叫出恆夫到海邊與他告別，但在離去時輪椅卡在馬路中央，恆夫為了救她而被車子撞上。
恆夫因為車禍而腳部骨折，連走路都有困難，出國留學的希望渺茫，更無法進行心愛的潛水，於是放棄了夢想，不積極復健。喬瑟試圖做點什麼，於是開始在圖書館唸自製繪本給孩童聽，隨著逐漸進步，掌聲也越來越多。恆夫的朋友松浦隼人偷偷帶著恆夫帶去看喬瑟的一場繪本活動，該繪本的內容即是以喬瑟和恆夫的故事為寫照。恆夫深受感動，開始努力復健，以求實現夢想，最後也成功站起來。
時間到了冬天，喬瑟自己一人去動物園看老虎，恆夫出院後發現喬瑟不在家，急忙地到處找她。兩人在當初邂逅的坡道上以類似的方式重逢，並互訴衷情。喬瑟告訴恆夫，自己一個人看老虎也不會害怕了。恆夫出國留學後，很快地利用春假回到日本，在約好的櫻花樹下和喬瑟重逢。

## 登場人物
鈴川恆夫（聲優：中川大志）
22歲，大四生，在大阪的大學專攻海洋生物学。小時候在附近的水族店看到一隻稱作「Clarion Angel」的魚，深感著迷，因此立下要親眼看到一群Clarion Angel在水中優游的夢想。為了去墨西哥留學，他接了包含潛水裝備店在內的多份打工，並學習西班牙語。
喬瑟（聲優：清原果耶）
本名山村久美子。從小不良於行，與祖母相依為命。24歲，外觀比實際年齡還要幼小。喬瑟大多待在家裡，因此強烈嚮往外界的世界，並透過畫畫來想像自己自由地到處遨遊。老虎是令她恐懼之物。關西腔，第一人稱為。
二之宮舞（聲優：宮本侑芽）
恆夫在潛水裝備店的打工晚輩，單戀恆夫。
松浦隼人（聲優：興津和幸）
恆夫在潛水裝備店的打工夥伴，兩人同年。對女生很熱情，知道舞對恆夫的心意。
岸本花菜（聲優：Lynn）
喬瑟和恆夫一起造訪的圖書館的館員，和喬瑟同年。因為同樣喜歡佛蘭西絲·莎崗的作品，而和喬瑟變成好友。
山村千津（聲優：松寺千惠美）
喬瑟的祖母，從小再三告誡喬瑟外頭都是洪水猛獸，為了避開對殘障人士的不友善行為，只在晚上帶著喬瑟在附近散步。
諭吉（聲優：河西健吾）
待在喬瑟家的野貓。
近藤教授
恆夫的指導教授。
水嶋（聲優：内田夕夜）
喬瑟的祖母過世後，來給喬瑟做就職輔導的人員。
藤田（聲優：浦山迅）
和水嶋一起的民生委員。
西田店長（聲優：（示意圖））
恆夫打工的潛水裝備店的店長。
車站站員（聲優：（示意圖））
醫師（聲優：寺杣昌紀）

## 製作團隊
- 原作：田邊聖子（日语：田辺聖子）「喬瑟與虎與魚群」（角川文庫刊）[8][9]
- 導演：田村耕太郎[8][9]
- 編劇：桑村沙也香（日语：桑村さや香）[8][9]
- 主題歌：Eve蒼之華爾茲（日语：廻廻奇譚/蒼のワルツ）（TOY'S FACTORY）
- 插曲：Eve心海（日语：心海 (曲)）（TOY'S FACTORY）
- 角色原案、漫畫：繪本奈央[8][9]
- 角色設計、總作畫監督：飯塚晴子[8][9]
- 概念設計：loundraw（FLAT STUDIO）[8][9]
- 劇中畫：松田奈那子
- 美術設計：平澤晃弘、片貝文洋、中村章子（日语：中村章子）
- 畫面設計：川元利浩
- 美術監督：金子雄司
- 色彩設計：
- 攝影監督：神林剛
- 3DCG監督：三宅拓馬
- 編輯：坂本久美子
- 音樂：Evan Call[8][9]
- 音響監督：若林和弘
- 音響製作：ソニルード
- 協助：文化廳文化藝術振興費補助金（電影創造活動支援事業）行政法人日本藝術文化振興會（日语：日本芸術文化振興会）
- 發行：松竹、KADOKAWA[8][9]
- 動畫制作：BONES[8][9]
- 製作：「喬瑟與虎與魚群動畫版」製作委員會（KADOKAWA、松竹、BONES、JR東日本企畫公司（日语：ジェイアール東日本企画）、TOY'S FACTORY、KDDI、TBS電台、Movie Walker（日语：ムービーウォーカー））[8][9]

## 製作過程

### 背景與緣起
本片的製作企劃於2019年12月3日發表，由BONES擔綱製作。導演田村耕太郎（タムラコータロー）是首次導演動畫電影，此前他曾擔任《狼的孩子雨和雪》（2012年）的副導演、電視動畫《流浪神差》的系列監督和《文豪Stray Dogs》的片頭製作。編劇桑村沙也香以戀愛題材的劇情片見長，本片是她首次替動畫作品編劇。角色原案是漫畫《騷亂時節的少女們。》的作者繪本奈央，角色設計兼總作畫監督則是電視動畫《泥鯨之子們在沙地上歌唱》的飯塚晴子。
《喬瑟與虎與魚群》（以下簡稱「喬瑟」）是由芥川獎得主田邊聖子在1984年發表的短篇故事，收錄在同名短篇集當中，曾兩度被改編成知名真人電影。田村剛收到電影製作的消息時，還沒有選好要用來改編的原作。KADOKAWA的製作人笠原為他準備了書，田村一本接一本地看下來，覺得最難忘的就是《喬瑟》。田村表示意願後，笠原幫他和編劇桑村沙也香牽線，桑村很喜歡《喬瑟》的真人版電影。田村提出《喬瑟》的改編企劃時，BONES的代表南雅彦好奇這部作品「以BONES的動畫手法來呈現會如何」，而非因為題材和BONES常做的戰鬥類動畫不同而感到驚訝。

### 構思
本片的故事和原著小說有很大的不同，對於角色的描繪也與原著迥異。田村在讀完原著小說時有種「未完結」的強烈感覺，且主角喬瑟總是心懷不安，世界觀給人封閉的印象。但田村在這當中感受到「想從封閉的世界踏出來的意志力」，決定往另一種方向來探索不同的可能性，便從一開始就將本片定調為積極的作品，也在第一次企劃會議中就表示希望電影有個美滿結局。編劇桑村認為原著小說中消極頹喪的氣氛是一大魅力，她嘗試在承繼原著的同時，讓故事發展成美好的結局。
在角色安排上，田村稱，1984年的原著小說和2003年的真人電影分別有著昭和和平成時代的氣息，而他主要想將本片獻給20來歲的觀眾，所以捨棄懷舊，連同角色在內通通賦予令和時代（也就是現代）的感覺。他想像書中的喬瑟和恆夫若是時下的年輕人，會怎麼想或怎麼做。桑村藉由進一步剖析原著小說，揣摩小說沒有描繪的部分及角色的想法，進而構思出令和時代的角色形象。對於女主角喬瑟，田村認為她是原作裡強烈的角色，一旦她的存在被改變，《喬瑟》就不是《喬瑟》了，所以她的形象大致上和原作通同，改變的只有為了符合時代感而做的設定。相較於原著小說，本片的喬瑟並沒有把恆夫當成依存的對象，而是使她追逐夢想的契機。
對於男主角恆夫，田村指出，無論是原作中想要在地方政府大樓工作的恆夫，還是真人電影版中的大學生恆夫，那樣的設定更像是時下的普通人，而不是恆夫自身的個性。相較之下，田村希望恆夫能在保有普通性的同時做自己，並且不要是用平均值形塑而成的角色。田村等人先從「容易引起共鳴的角色」、「現在的大學男生是怎樣的感覺？」開始著手，但卻沒有想法，桑村也對恆夫的台詞和角色心境感到苦惱不已。田村覺得角色原案和個性設定都沒有搞錯，但就是有某個地方決定不了，而最終是由聲優中川大志填上了拼圖的最後一片缺角，確立了恆夫的角色輪廓並賦予其說服力。桑村在一開始把恆夫設想成更沒用的男性，後來嘗試在不惹人厭的範圍內保留人性缺點，不完全符合女性理想，並讓男性也能有帶入感。新角色舞是由田村所提出，希望藉由讓恆夫身邊有其他女性（原著則沒有），呈現出恆夫「選擇了」喬瑟。
對於描寫殘障者生活的看法，田村稱輪椅確實是本片的一個主題，但他並不認為原作是身心障礙者的故事：「作品的焦點並不是雙腳上的不自由，而是心靈的不自由。（……）我當然可以做一部帶有社會訊息的作品，但就會背離我的理解，以及想要描繪和想到的東西。」電影中從沒出現「身障者」這個詞，是因為田村想呈現一個較為溫柔的世界。但桑村希望讓喬瑟自己來打破這份溫柔，於是喬瑟在電影中有一句台詞「好手好腳的人根本不會明白」，讓情境變得更加激烈和深刻。

### 設計
田村看過loundraw的畫集《Hello,light. ~loundraw art works~》中有一幅在河邊蹲著的女孩子的畫後，便找對方來擔任概念設計。loundraw此前已擔任過動畫《月色真美》的角色原案和《名偵探柯南劇場版》的概念版繪製，不過為動畫進行概念設計是頭一回。loundraw接到邀約時，製作正處於初期階段，他和田村在2017年6月首次見面。兩人在討論完後，loundraw很快就將草圖寫出來，並在此之上以「這個意象再多來一點」的感覺，創作詳細的場景視覺圖。loundraw覺得本片的故事雖然美麗，但其主題是大家都必須面對的課題，所以除了愉快的場景外，也必須將孤獨與絕望透過演出設計呈現給觀眾。
角色設定先由角色原案繪本奈央完成，再由角色設計兼總作畫監督飯塚晴子接手。為了吸引更多年齡層的觀眾，飯塚在設計角色時簡化了陰影。對於兩名主角，飯塚以往比較常畫少男少女，較難掌握恆夫的大學生形象，而形象比較夢幻的喬瑟則相對容易。飯塚認為恆夫定稿的關鍵是脖子的粗細，而為了不讓恆夫的形象太理想，偶爾也會讓他有表情崩壞的表現。繪製喬瑟的重點在於眼睛和體型，飯塚將舞和花菜當成喬瑟的對照組，舞的身材與喬瑟對比，花菜身為已出社會的女性與喬瑟對比。喬瑟有多達44套服裝。
2018年4月，繪本作家松田奈那子受邀為本片繪製劇中畫（喬瑟的畫作）。松田接獲的要求是畫出「任誰看到都能感受到這女孩的才華」的畫，她嘗試像喬瑟一樣，用純粹的心情且不顧他人的眼光完成了畫作。喬瑟的畫作在遇見恆夫之後有所改變，松田原以為是用「陰沉→明亮」的方式，但田村認為不是那樣，因為「邂逅恆夫前的喬瑟並不是不幸的」。最後，松田安排了其他方式，兩人相遇前的畫是用粉彩筆和色鉛筆所畫，相遇後則用起了水彩和壓克力顏料，也嘗試畫出人，顯示喬瑟的世界開始拓展。

### 動畫場景

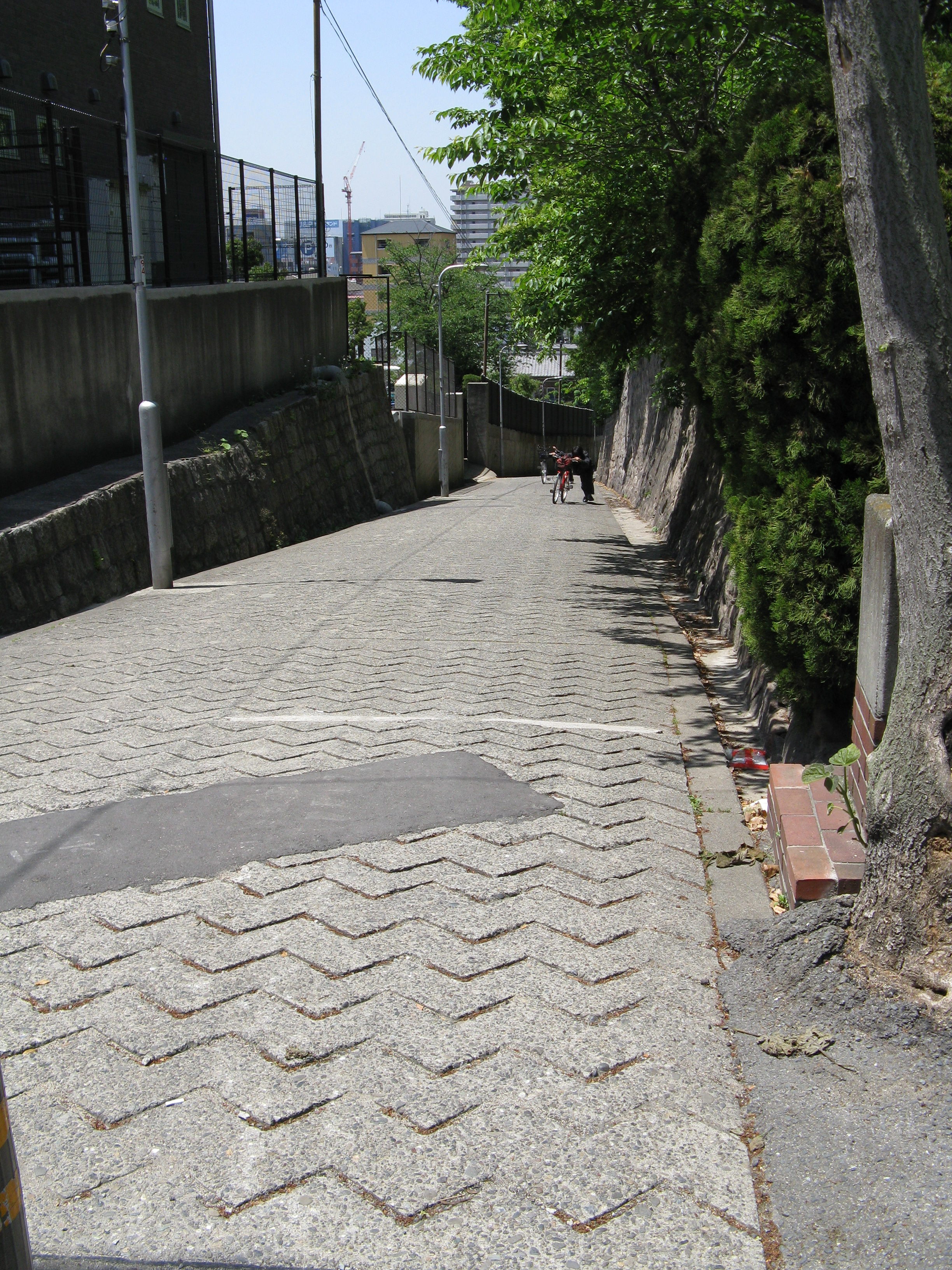
愛染坡，男女主角相遇的坡道之原型

本片和原作小說相同，將故事的舞台設定在日本大阪市。電影中細膩還原了許多真實的景觀和景點，美術監督金子雄司先和演出組成員至大阪勘景，後來又帶著全公司和美術組的人去了一次。田村除了必去的主要景點外，他也隨意地沿著鐵道和林蔭大道緩步行走，想像喬瑟在大阪大概是過著怎麼樣的生活。金子注意到大阪的風景帶有獨特的黃色色調，便將這點在電影中呈現出來。
電影開頭，喬瑟與恆夫相遇的斜坡是以天王寺七坡（天王寺七坂）之一的愛染坡（愛染坂）為原型，特有的波浪形鋪路石在電影中得到重現。大阪市北區的青年人街區「茶屋町」在本片中出現，製作團隊還原了其複雜的街道。恆夫推著喬瑟去的一座有著紅葉美景的公園，乃是借鑒自毛馬櫻之宮公園，該公園雖以春天賞櫻聞名，但電影中描繪的是秋天櫻花樹葉轉紅的景色。
恆夫帶著喬瑟首次去看海的地方是在兵庫縣的須磨海濱公園，而兩人前往的動物園是天王寺動物園。恆夫與喬瑟也去了大阪南的美國村、HEP FIVE超過百公尺高的摩天輪、難波公園和天王寺公園。喬瑟和恆夫一起參觀的水族館是1990年開幕的大阪海遊館。此外，當地人熟悉的多個景點也在電影中出現，包含道頓堀、御堂筋和以櫻花聞名的玉串川河畔。電影開場時的季節是冬天，不過後續也描繪了冬天的景色，擁有不同季節樣貌的場景包含反覆出現的愛染坡和毛馬櫻之宮公園等。製作團隊在描繪天空和海的樣貌時，會根據劇中的時辰去描繪那個時刻下的景象。
BONES對細節有嚴格的要求，參與動畫製作的「株式會社5」成員舉例稱，在有魚游動的場景中，魚的游向、數量和位置、動態與節奏、2D貼圖都經過反覆修改或有多個版本。電影中使用3DCG的部分包含：喬瑟的輪椅、街上的汽車、遠處的路人和大部分的魚，有些旋轉攝影的手法也得依賴3DCG達成，在這些鏡頭中，團隊先將建築物用3DCG方式配置好，再把美術貼圖加上去。田村在製作本片時相當注意畫面不能有過多細節，若畫面太繁瑣的話，就難以呈現真正想要給觀眾看的畫面。金子用水彩手繪了部分背景，田村認為這麼一來畫面就不會太過寫實，也有手繪的韻味。

### 配音
2020年8月13日，公開本片的主要聲優名單，確定由中川大志與清原果耶分別聲演恆夫和喬瑟，宮本侑芽、興津和幸、Lynn和松寺千惠美聲演配角。10月13日，宣布搞笑藝人二人組示意圖加入配音陣容。清原是大阪人，和喬瑟一樣會講關西腔。清原配音時的年紀比喬瑟的年紀還小，總作畫監督飯塚認為這樣反而更適合扮演喬瑟。
田村啟用真人電影演員是為了傳達出有血有肉的人的那份生動感，如果專業聲優和動畫配合得太好，會讓觀眾覺得這是空想出來的動畫角色，而他並不希望如此。田村表示，團隊想呈現的是「不知不覺間流露出的現實感」，這點和普通日本動畫背道而馳，但正是這次企畫的願景。為此，團隊首先錄好喬瑟和恆夫的部分，拿兩人塑造的世界觀和現實程度為基準，再繼續錄製其他角色的部分。現實感在動畫畫面上也有所呈現，例如角色會把同一件衣服做不同穿搭，前個場景穿過的裙子在下個場景又再穿了一次，營造出彷彿角色就活在世上某處的生活感。

### 音樂

#### 配樂
本片的電影配樂由活躍於日本的美國作曲家Evan Call譜寫。導演田村很欣賞Evan Call為日劇《適婚女郎》創作的配樂，Evan Call便在本片採用那種閃亮又有流行感的曲調。Evan Call從第一首曲子Take Me Far Away開始著手，希望該首曲子可以呈現出全片配樂的整體氣氛。Evan Call最樂在其中的曲子是The Mermaid and the Shiny Wing，出現在喬瑟念繪本的橋段。日常生活的配樂是以鼓、電吉他、木吉他構成的樂團所演出，以海洋為主題的部分使用了烏克麗麗，沉重的曲子由交響樂團以弦樂器和木管演奏。2020年11月9日，宣布電影原聲帶預計於12月23日發售。
| 電影原聲帶曲目列表 | 電影原聲帶曲目列表                       |
| 曲序               | 曲目                                     |
| ------------------ | ---------------------------------------- |
| 1.                 | Take Me Far Away                         |
| 2.                 | Part Time Worker                         |
| 3.                 | Accidental Fate                          |
| 4.                 | A Girl, a Grandma, and a "Weirdo"        |
| 5.                 | Dinner With Josee                        |
| 6.                 | Aquatic Fantasy                          |
| 7.                 | An Unreasonable Job                      |
| 8.                 | If I Could Be Free                       |
| 9.                 | Josee's True Passion                     |
| 10.                | Tigers                                   |
| 11.                | First Date                               |
| 12.                | Waves of Joy                             |
| 13.                | Josee and Tsuneo                         |
| 14.                | The Origin of the Name                   |
| 15.                | A New Friend                             |
| 16.                | Don't Come Back                          |
| 17.                | A Talent for Drawing                     |
| 18.                | In the Light of the Clarion Angel        |
| 19.                | Josee's Dream                            |
| 20.                | Under the Heavy Waves of a Harsh Reality |
| 21.                | The Waves Keep Crashing                  |
| 22.                | Caretaker's Final Job                    |
| 23.                | The Able-bodied Can Never Understand     |
| 24.                | Fighting for His Life                    |
| 25.                | Bad News                                 |
| 26.                | Fallen Into a Sea of Hopelessness        |
| 27.                | Mai's Unrequited Feelings                |
| 28.                | Spark                                    |
| 29.                | Dream Chaser                             |
| 30.                | The Mermaid and the Shiny Wing           |
| 31.                | Wings of the Heart                       |
| 32.                | On This Christmas Night                  |
| 33.                | Facing the Tiger                         |
| 34.                | Closing Time                             |
| 35.                | Following Her Tracks                     |
| 36.                | Spread Your Wings                        |
| 37.                | Coming Home                              |

#### 主題曲
田村在2019年4月左右決定要去拜託日本歌手Eve來寫主題曲。Eve覺得喬瑟與恆夫讓他想起初次接觸未知事物的恐懼與憧憬。並表示他創作歌曲時傾注的信念是：「即使是面對充滿不確定的未來，也願意伸出雙手的勇氣」。2020年8月13日，宣布本片的主題曲將是Eve的蒼之華爾茲。10月13日，同樣由Eve演唱的插入歌心海隨著主預告釋出。11月4日，宣布將發行收錄有蒼之華爾茲和心海兩首歌曲的迷你專輯《廻廻奇譚/蒼之華爾茲》，發售日訂為同年12月23日。12月3日，宣布心海將早在院線上映前，先於12月4日在網路上釋出。12月7日，心海的音樂錄影帶（MV）在YouTube上發布。12月21日，含有動畫畫面的蒼之華爾滋MV透過YouTube釋出。

## 發表與上映
本片的製作企劃於2019年12月3日發表，同步上架官方網站、釋出首張海報和公佈主要製作人員。2020年1月3日，宣布本片將於該年夏季上映。3月3日釋出首批動畫畫面，以及主角恆夫與喬瑟的角色插圖。6月12日發布新的視覺圖，同日也宣布，受到冠狀病毒疫情在日本擴散的影響，製片方經過審慎考量後決定延後上映日期。8月13日，宣布新的上映日期是該年的12月25日星期五，並公開第一支60秒的特報映像。9月14日，宣布本片將是該年度釜山國際電影節的閉幕片。9月25日，公布本片獲選為第33屆東京國際電影節的特別招待作品。10月13日，官方釋出本片的主預告，首度披露由Eve演唱的插入歌心海。10月16日起開放預售票。
2020年10月30日，本片以釜山國際電影節閉幕片之姿在韓國放映，是繼2007年的《福音戰士新劇場版：序》之後首部獲選為該影展閉幕片的日本動畫電影。2020年11月7日，本片在東京國際電影節上進行日本地區的首次亮相，放映場地位在東京六本木新城的東寶電影院，聲優中川大志和監督田村耕太郎登台受訪。12月24日，院線上映前夕，官方釋出本片的開頭，講述恆夫與喬瑟相遇的片段。12月25日星期五，本片在日本全國院線上映，根據公映通信社的資料，首映週末（12月26日至27日）期間有150間電影院放映本片，票房為該週第9名。2021年8月4日，官方宣布本片將於同月月底在日本特定區域開始重映。

## 迴響

### 影評
在歐美地區，本片獲得影評人的普遍讚賞，影評匯總網站爛番茄收集的13篇影評全數給予好評，新鮮度為100%。英國《衛報》的凱斯·克拉克（Cath Clarke）給予本片3顆星（滿分5顆），稱讚本片的畫面既華麗又豐富，但批評劇情太過甜蜜而令人煩膩。漫画书资源网的魯本·巴隆（Reuben Baron）認為本片的故事強而有力，動畫品質紮實，配樂優美。
2023年3月，本片在爛蕃茄發表「根據爛番茄評論家評比，100部不限時間的最佳日本動畫電影」排行榜名列第38名。

### 獎項
| 頒獎日期       | 獎名                       | 獎項             | 獲獎或入圍者             | 結果 | 来源                 |
| -------------- | -------------------------- | ---------------- | ------------------------ | ---- | -------------------- |
| 2021年3月19日  | 第44屆日本電影學院獎       | 最優秀動畫電影獎 | 《喬瑟與虎與魚群動畫版》 | 提名 | [ 77 ] [ 78 ]        |
| 2021年2月17日  | 第75屆每日電影獎           | 動畫電影獎       | 《喬瑟與虎與魚群動畫版》 | 提名 | [ 79 ] [ 80 ] [ 81 ] |
| 2021年12月16日 | 第46屆報知電影獎           | 日本動畫作品獎   | 《喬瑟與虎與魚群動畫版》 | 提名 | [ 82 ] [ 83 ] [ 84 ] |
| 2022年2月9日   | 第6屆Crunchyroll日本動畫獎 | 最佳電影         | 《喬瑟與虎與魚群動畫版》 | 提名 | [ 85 ] [ 86 ]        |

2021年5月20日，本片入選為2021年安錫國際動畫影展的長篇動畫競賽片和開幕片之一，是在2014年的《輝耀姬物語》之後首部獲選為該影展開幕片的日本作品。2021年12月6日，本片入圍第94屆奧斯卡金像獎最佳動畫片的初選名單。

## 家用媒體
2021年3月26日，宣布本片的藍光光碟和DVD將於同年8月25日發售。
| 卷數 | 發售日期      | 規格編號  | 規格編號   |
| 卷數 | 發售日期      | BD限定版  | DVD限定版  |
| 日本 | 日本          | 日本      | 日本       |
| ---- | ------------- | --------- | ---------- |
| 01   | 2021年8月25日 | KAXA-8132 | KABA-11011 |

## 改編漫畫
2020年1月3日，宣布漫畫版將於《達文西雜誌》2020年2月號（2020年1月6日發售）起開始連載，由負責動畫人物原案的繪本奈央擔綱作畫。
| 卷數 | KADOKAWA       | KADOKAWA               | 天闻角川  | 天闻角川               | 青空文化     | 青空文化               | 收錄                |
| 卷數 | 發售日期       | ISBN                   | 發售日期  | ISBN                   | 發售日期     | ISBN                   | 收錄                |
| ---- | -------------- | ---------------------- | --------- | ---------------------- | ------------ | ---------------------- | ------------------- |
| 上   | 2020年10月15日 | ISBN 978-4-04-064813-2 | 2021年6月 | ISBN 978-7-5140-2249-0 | 2022年4月8日 | ISBN 978-6-2695-2723-6 | 第1～5話            |
| 下   | 2020年12月3日  | ISBN 978-4-04-064814-9 | 2021年6月 | ISBN 978-7-5140-2249-0 | 2022年4月8日 | ISBN 978-6-2695-2723-6 | 第6～10話、Epilogue |

## 電影小說
電影小說由執筆，漫畫家秋月亮繪製插圖，於2020年12月15日出版，比電影早十天。
| 卷數 | KADOKAWA（角川翼文庫） | KADOKAWA（角川翼文庫） |
| 卷數 | 發售日期               | ISBN                   |
| ---- | ---------------------- | ---------------------- |
| 全   | 2020年12月15日         | ISBN 978-4-04-632033-9 |

## 備註
1. ↑  于第24届上海国际电影节，共放映5场。
2. ↑  MOViE MOViE anifest 動画藝術祭 2021參展電影。
3. ↑  
电审进字［2021］第041号